# وتوم
نذر یا وتوم (انگلیسی: Votum) در دین در روم باستان، نذر، جمع vota، نذر یا قولی است که خدای رومی داده شده‌است. این کلمه از وجه وصفی فعل لاتین voveo, vovere، «نذر، قول» گرفته شده‌است. در نتیجه این عمل لفظی، وتوم نیز آن چیزی است که به نذر وفا می‌کند، یعنی چیزی که وعده داده شده‌است، مانند نذورات، مجسمه یا حتی ساختمان معبد؛ بنابراین، votum جنبه‌ای از ماهیت قراردادی دین روم است، معامله‌ای که توسط (واژه‌نامه دین روم باستان) بیان می‌شود: «من می‌دهم که تو بدهی».